# Burgstall Ebersberg
Der Burgstall Ebersberg ist eine abgegangene mittelalterliche Höhenburg bei 446 m ü. NN auf dem Ebersberg etwa 600 Meter ostnordöstlich von Zell am Ebersberg, einem Ortsteil der Gemeinde Knetzgau im Landkreis Haßberge in Bayern.
Als Besitzer der 1011 erwähnten Burg wird das Hochstift Bamberg genannt. Wie die Burg Ebersberg auf dem Schlossberg wurde auch diese Burg 1525 im Zuge des Bauernkrieges zerstört sowie 1643–44 im Dreißigjährigen Krieg.
Von der ehemaligen Burganlage ist ein Graben erhalten.